# القوات الجوية السنغالية
القوات الجوية السنغالية (بالفرنسية: Armée de l'Air Sénégalaise)‏ هي فرع القوات الجوية من القوات المسلحة السنغالية.